# Портовые ворота (Щецин)
Портовые (Берлинские) ворота — городские ворота польского города Щецина, возведённые в стиле барокко в 1725—1727 годах голландским фортификационным архитектором Герхардом Корнелиусом ван Валльраве. Это одни из двух ворот (наряду с Королевскими воротами), сохранившихся от старой прусской крепости.
Внешний фасад Портовых ворот украшен щитом с вензелем прусского короля Фридриха Вильгельма I, во времена царствования которого были построены ворота. Выше щита расположена латинская надпись, сообщающая о правах Фридриха Вильгельма I на Бранденбург, Померанию и Щецин, купленные им в 1719 году у Швеции за два миллиона талеров. Ещё выше можно видеть скульптурную панораму города работы французского скульптора Бартоломе Дамарта и изображение Виадруса — бога реки Одры. Увенчаны ворота овальным щитом с гербом Пруссии и королевской короной.
От Портовых ворот шла дорога к Берлину, ныне одна из главных улиц Щецина — Аллея Войска Польского.